# Нойхаус-ам-Реннвег
Нойхаус-ам-Реннвег (нем. Neuhaus am Rennweg) — город и городская община в Германии, в земле Тюрингия. 
Основан в 1607 году. Входит в состав района Зоннеберг.  Население составляет 6601 человек (на 31 декабря 2010 года). Занимает площадь 22,69 км². Региональный шифр  —  «16 0 72 013». Индексы автомобильных номеров— SON, NH. Температура воздуха в течение года обычно варьируется от 22 °F (−5,6 °С) до 69 °F (20,6 °C), редко опускаясь ниже 8 °F (−13,3 °C) либо поднимаясь выше 80 °F (26,7 °C).